# Droßdorf
Droßdorf là một đô thị thuộc huyện Burgenland, bang Sachsen-Anhalt, Đức. Đô thị Droßdorf có diện tích 10,36 km², dân số thời điểm ngày 31 tháng 12 năm 2006 là 691 người.